# Hypobathrum coniferum
Hypobathrum coniferum là một loài thực vật có hoa trong họ Thiến thảo. Loài này được (Ridl.) Kiew mô tả khoa học đầu tiên năm 2003.